# Kot (huyện)
Kot là một huyện thuộc tỉnh Nangarhar, Afghanistan. Dân số thời điểm năm 1999 là -35,4 người.